# Nesiotoniscus nodulosus
Nesiotoniscus nodulosus là một loài chân đều trong họ Trichoniscidae. Loài này được Verhoeff miêu tả khoa học năm 1942.